# Matiaza Rimachi
Matiaza Rimachi fue una mujer chachapoyana que participó activamente en el proceso de independencia del Perú. Especialmente, durante la Batalla de Higos Urco, librada el 6 de junio de 1821, donde lideró y movilizó a un grupo de mujeres que apoyaron la causa patriota frente a las tropas realistas.

## Contexto histórico: la independencia en Amazonas
Durante la independencia del Perú, la región de Amazonas tuvo un papel significativo, siendo la batalla de Higos Urco un acontecimiento relevante. Este enfrentamiento ocurrió el 6 de junio de 1821 en las cercanías de Chachapoyas. En él, las tropas patriotas, formadas principalmente por jóvenes de Chachapoyas y habitantes de localidades vecinas, se enfrentaron a un contingente realista compuesto por 600 soldados provenientes de Moyobamba. A pesar de la experiencia militar de las fuerzas realistas, la intervención de los combatientes locales y el respaldo de la población civil fueron factores clave para el desenlace de la batalla.
El triunfo patriota en Higos Urco aseguró la independencia de Chachapoyas y debilitó la presencia española en el norte del Perú, permitiendo la consolidación del control patriota en la región. Esta victoria no solo contribuyó al éxito de la campaña libertadora de José de San Martín, sino que también permitió el envío de tropas y recursos hacia otras luchas independentistas en América del Sur.

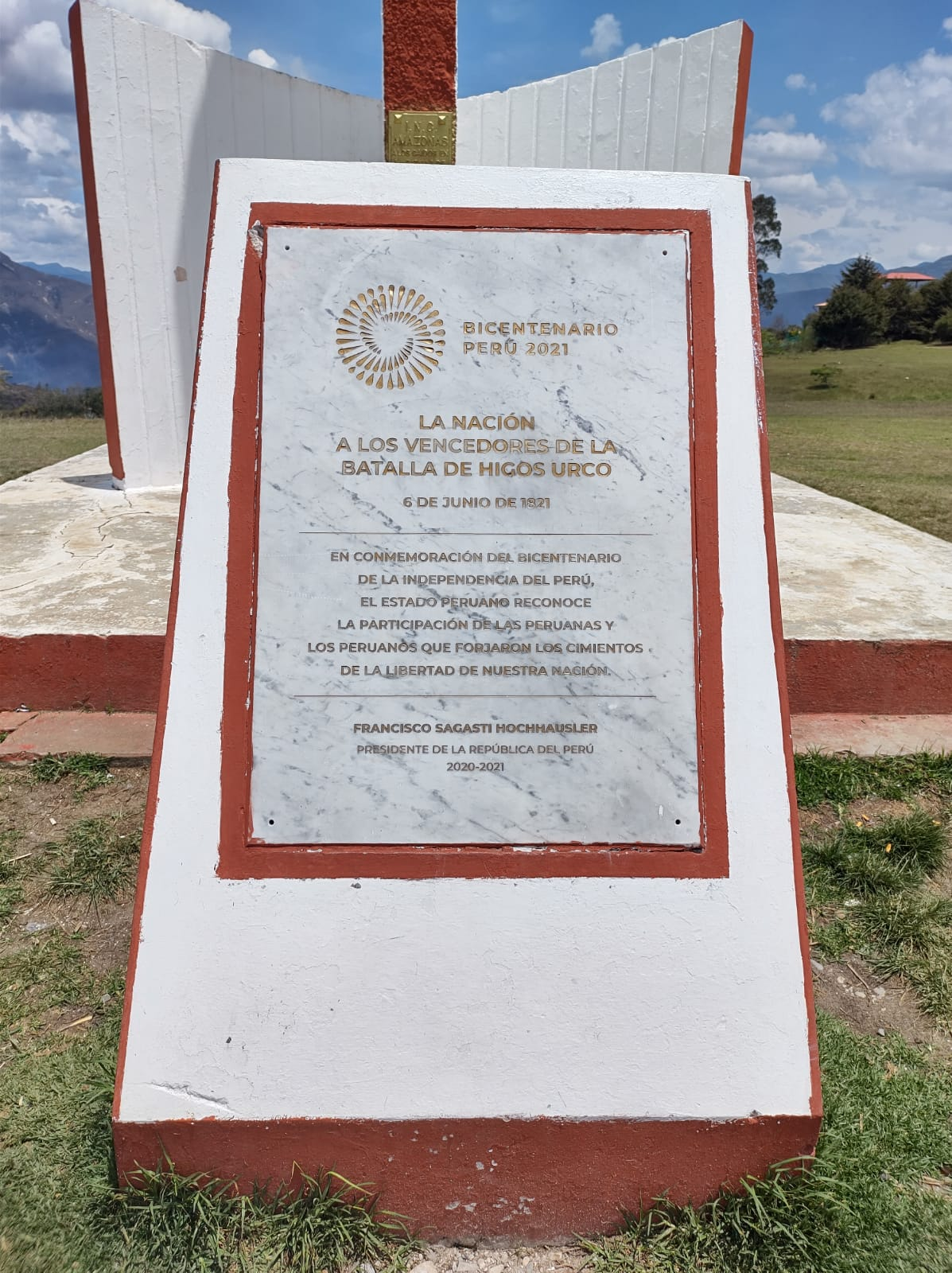
Placa conmemorativa del monumento en honor a la Batalla de Higos Urco

## Participación en la Batalla de Higos Urco
Matiaza Rimachi tuvo un papel crucial en la Batalla de Higos Urco, librada el 6 de junio de 1821 en las pampas cercanas a Chachapoyas. En este enfrentamiento, las tropas patriotas se alzaron contra una guarnición realista compuesta por 600 efectivos, cuyo objetivo era consolidar el control colonial en la región. Frente a la amenaza, Rimachi lideró a un grupo de mujeres de la localidad, organizándolas para apoyar activamente a los combatientes.
El liderazgo de Matiaza Rimachi no solo se reflejó en la preparación de municiones y armas improvisadas, sino también en su decisión de unirse al frente de batalla. Armadas con cuchillos, palos, hondas y cualquier recurso disponible, estas mujeres desafiaron las órdenes de los oficiales para que se pusieran a salvo, insistiendo en su deseo de combatir o morir defendiendo su tierra. Según registros históricos, ante la duda de algunos soldados, las mujeres exclamaron: "Si se acobardan, entréguennos los fusiles y reciban nuestras polleras".
La participación de Matiaza Rimachi y su grupo fue decisiva para mantener el ánimo de las tropas patriotas y cambiar el curso de la batalla. Las fuerzas realistas, superadas por los defensores, se retiraron en desorden hacia Moyobamba, sufriendo una derrota significativa. Este triunfo marcó un hito en la lucha por la independencia del Perú, y el heroísmo de Rimachi y sus compañeras quedó grabado en la memoria de la región.

## Legado de Matiaza Rimachi

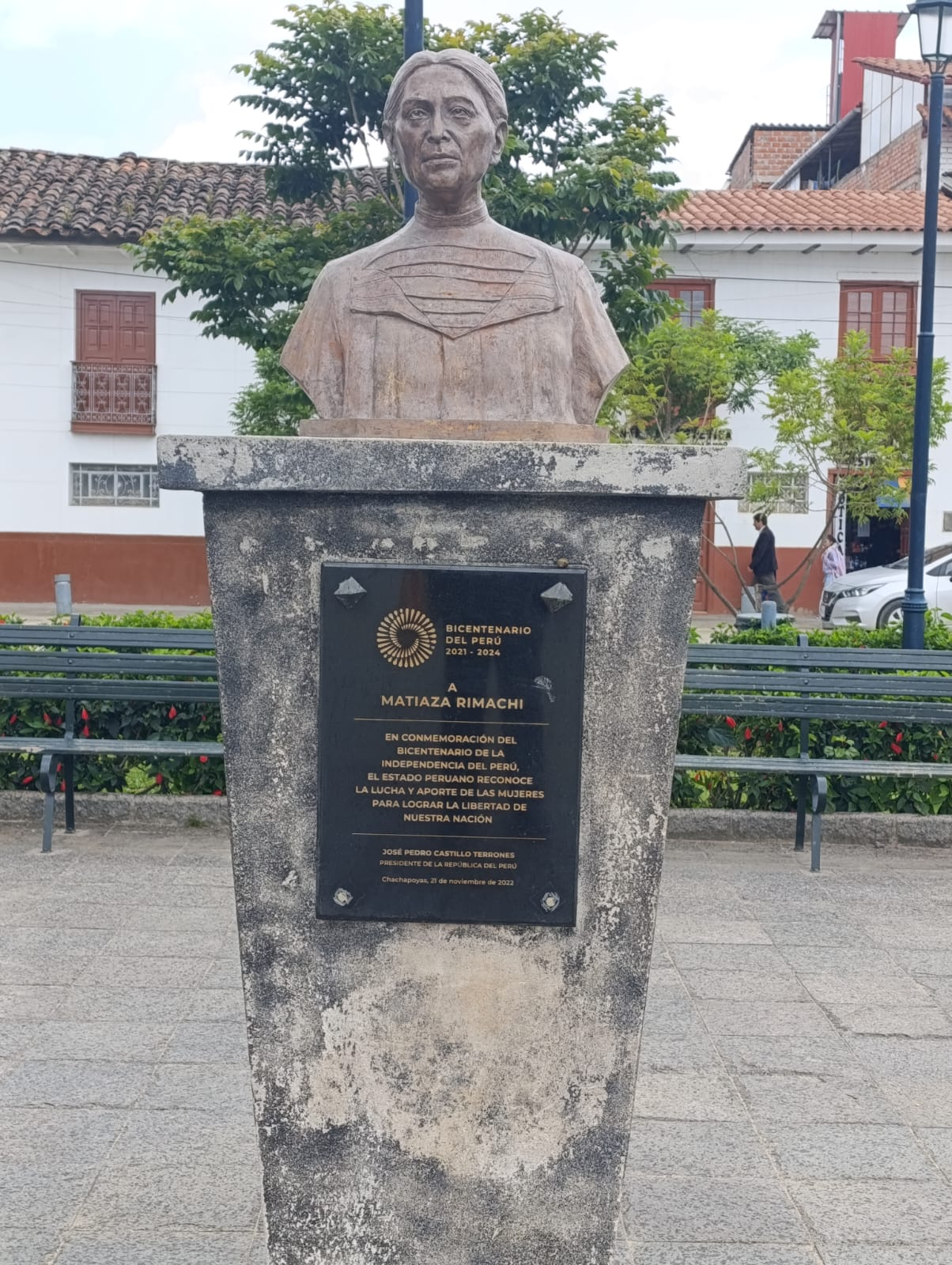
Busto de Matiaza Rimachi

### Reconocimientos históricos
Con el paso de los años, el nombre de Matiaza Rimachi ha sido recordado como un símbolo de resistencia y valentía en la memoria de Chachapoyas y a través de la tradición oral, transmitida de generación en generación. Al revisar la historia de la independencia del Perú para reconocer el papel de las mujeres, el nombre de Matiaza ha sido valorado nuevamente. En 2021, durante las celebraciones del Bicentenario de la Independencia del Perú, el Ministerio de la Mujer y Poblaciones Vulnerables la reconoció oficialmente como "Mujer del Bicentenario".
Fue distinguida con la Orden Emérito a las Mujeres del Bicentenario por su valentía al haber participado con gran coraje en el levantamiento contra las fuerzas realistas, contribuyendo de manera decisiva al proceso de independencia del Perú.

### Monumentos
En el marco del 190 aniversario de la creación política del departamento de Amazonas, el 21 de noviembre de 2022 se develó un busto en honor a Matiaza Rimachi, heroína de la independencia, en la Plazuela de la Independencia de Chachapoyas. Este homenaje, organizado por el Proyecto Especial Bicentenario y autoridades regionales, busca destacar el papel crucial de Matiaza y de todas las mujeres que lucharon contra las fuerzas realistas, especialmente en la batalla de Higos Urco.